# Synagoge (Wetter)

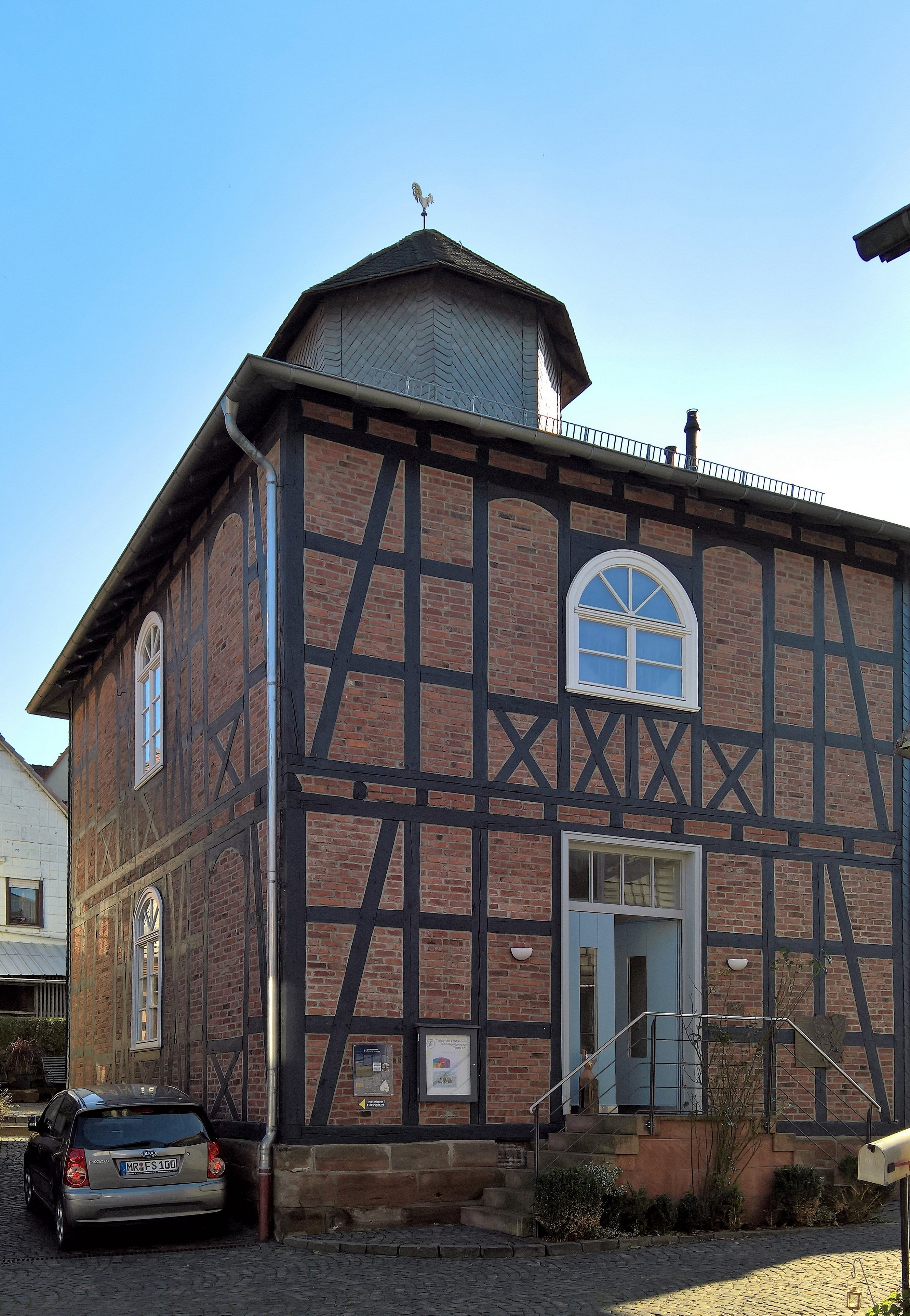
Ehemalige Synagoge in Wetter

Die Synagoge in Wetter, einer Kleinstadt im mittelhessischen Landkreis Marburg-Biedenkopf, wurde 1896/97 errichtet. Die profanierte Synagoge mit der Adresse Auf dem Wasserloch 45 (heute: An der Stadtmauer 29) ist ein geschütztes Kulturdenkmal.

## Geschichte
Der zweigeschossige quadratische Fachwerkbau mit polygonalem Dachreiter wurde am 10. September 1897 feierlich eingeweiht. Im Erdgeschoss befand sich ursprünglich auch die Lehrerwohnung und darüber der Schulraum. 

### Zeit des Nationalsozialismus
Beim Novemberpogrom 1938 wurde die Synagoge im Innern zerstört. Der Bau entging wohl aufgrund der unmittelbaren Nähe zur Wohnbebauung, die bei einem Brand Schaden genommen hätte, der völligen Zerstörung. Nach der Zwangsversteigerung noch im selben Jahr war das Gebäude durchgängig in Privatbesitz, bis die Stadt Wetter das Gebäude im Jahr 2000 erwerben konnte. 

## Heutige Nutzung
Nach 1945 diente das Synagogengebäude als Abstellraum, Stall und Lager. Um das mittlerweile heruntergekommene Gebäude auf Dauer zu erhalten, wurde Mitte der 1980er Jahre die Dachdeckung in Schiefer erneuert. Im Jahr 2000 ging die Synagoge in den Besitz der Stadt über und danach wurde eine umfassende Renovierung vorgenommen. Heute wird das Gebäude als „Haus des Gedenkens“ unter Leitung des Träger- und Fördervereins für kulturelle Angebote verschiedener Art sowie als Lernort genutzt.